# ダニエル・オコンネル
ダニエル・オコンネル（英語: Daniel O'Connell、1775年8月6日 - 1847年5月15日）は、アイルランド人政治家。19世紀前半の連合王国統治下で活動した。

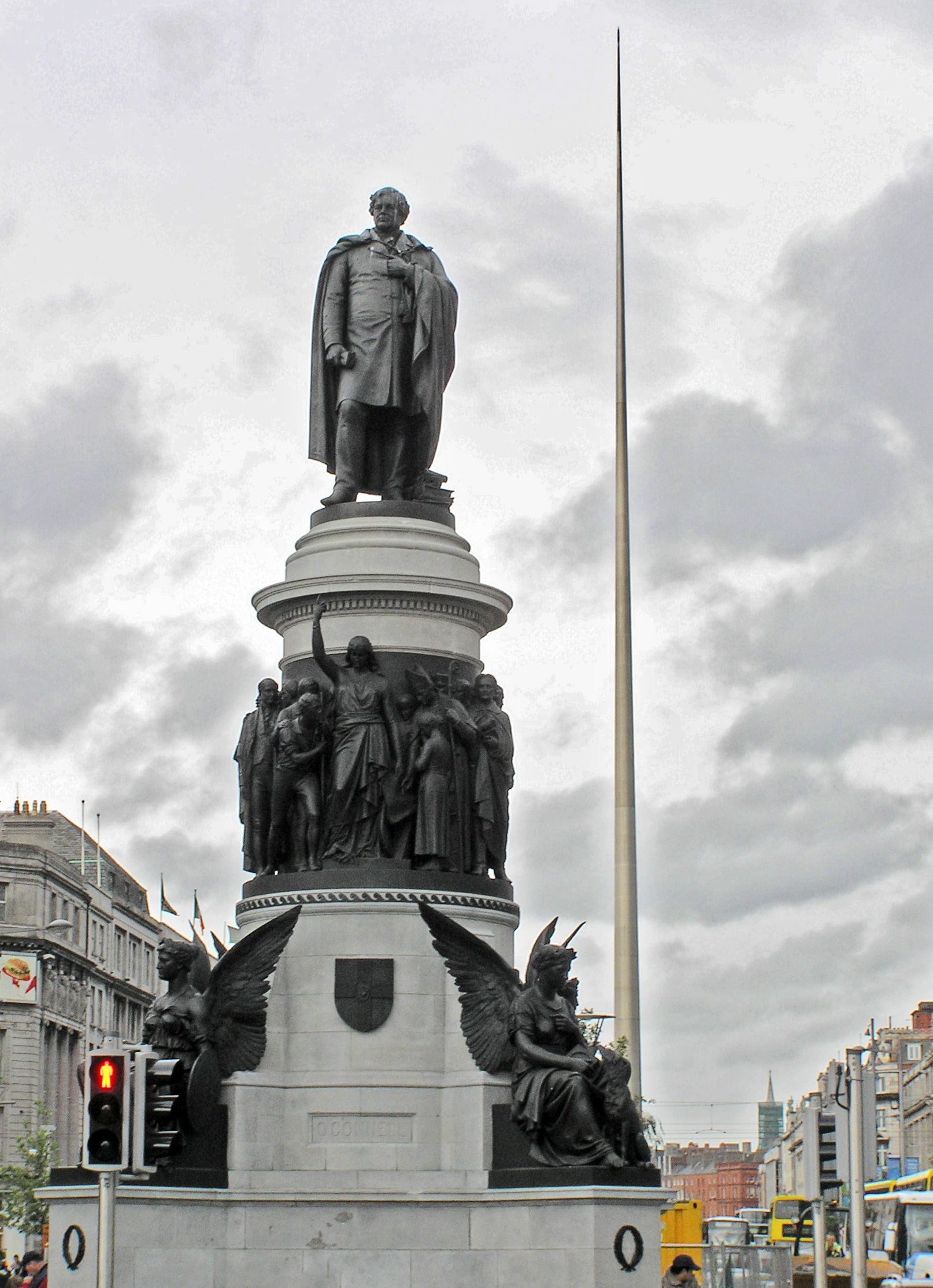
ダブリンに建つオコンネルの立像

カトリック教徒解放運動の結果、1829年ローマ・カトリック信徒救済法が制定され、アイルランドを含む連合王国内におけるカトリック教徒に対する政治的・社会的差別の大半を撤廃することに成功した。当時、ブリテン本土住民の大多数がプロテスタント（イングランド国教会を含む）であったのに対し、アイルランド人の大半はカトリック教徒であったため、1800年合同法に基づくグレートブリテン王国によるアイルランド王国の併合以来、カトリック教徒に対する差別の撤廃は喫緊の課題であった。このためオコンネルは解放者（The Liberator, The Emanicipator）とも呼ばれる。また、その影響力ゆえに「アイルランドの無冠の帝王」などとも呼ばれる。

## 関連図書
- Comerford, R. V. (8 October 2009) [23 September 2004]. "O'Connell, Daniel [known as the Liberator]". Oxford Dictionary of National Biography (英語) (online ed.). Oxford University Press. doi:10.1093/ref:odnb/20501。 (要購読、またはイギリス公立図書館への会員加入。)
- D'Alton, Edward Alfred (1911). "Daniel O'Connell" . In Herbermann, Charles (ed.). Catholic Encyclopedia. Vol. 11. New York: Robert Appleton Company. pp. 200–202.
- Dunlop, Robert (1895). "O'Connell, Daniel (1775-1847)" . In Lee, Sidney (ed.). Dictionary of National Biography (英語). Vol. 41. London: Smith, Elder & Co. pp. 371–389.
- Farrell, Stephen (2009). "O'CONNELL, Daniel (1775-1847), of 30 Merrion Square, Dublin and Derrynane, Iveragh, co. Kerry". In Fisher, David (ed.). The House of Commons 1820-1832 (英語). The History of Parliament Trust.
- Morris, William O'Connor (1911). "O'Connell, Daniel" . In Chisholm, Hugh (ed.). Encyclopædia Britannica (英語). Vol. 19 (11th ed.). Cambridge University Press. pp. 990–992.
- Richey, Rosemary (2009). "Yorke, Philip". In McGuire, James; Quinn, James (eds.). Dictionary of Irish Biography (英語). United Kingdom: Cambridge University Press. doi:10.3318/dib.009165.v1。